# 新青镇
新青镇是中华人民共和国黑龙江省伊春市丰林县下辖的一个镇。
2016年，伊春市人民政府批准撤销新青街道办事处，下辖地区由新青区直辖。2019年6月，国务院同意调整伊春市部分行政区划，撤销新青区，设立丰林县；同年，黑龙江省人民政府批准设立新青镇。

## 行政区划
新青镇下辖以下村级行政区划单位：
黎明社区、红建社区、新民社区、新立中心社区、富民社区和新青镇林场中心社区。